# Арени Німа
Арени Німа (фр. Arènes de Nîmes) — римський амфітеатр, розташований у французькому місті Нім. З 1840 року занесений до переліку історичних пам'яток Франції.

## Історія
Арени було споруджено в I столітті н. е. (можливо, за імператора Доміціана) за зразком римського Колізею. Амфітеатр мав 133 м у довжину, 101 м у ширину і 21 м у висоту; розміри великої та малої осі еліптичної арени — 69 і 38 м відповідно. Амфітеатр міг прийняти до 25 000 глядачів. В Немаусі (античному Німі) існувала школа гладіаторів; збереглися численні графіті їхніх іменен з відомостями про бої. У Арені проводилися бої ув'язнених, засуджених до смерті, а також сутички гладіаторів і тварин.
Під час Великого переселення народів арени стали використовуватися як фортеця; притулок всередині амфітеатру знаходили сотні жителів. 673 року укріплений амфітеатр штурмом узяв Вамба, король вестготів, придушивши повстання своїх васалів Хільдерика та Флавія Павла.
У середньовіччі арени й далі використовувалися як замок. З XII століття тут перебував віконт Німський, а його васали носили титул «лицарів Арени». З входженням Лангедоку до складу Франції арени втратили оборонне значення, однак до кінця XVIII століття всередині амфітеатру продовжували жити люди: у ньому розташовувалися житлові будинки, ринки й навіть церкви. [1786]] року мешканців арен було виселено, а споруди всередині амфітеатру знесено; почалася реставрація будівлі. Первісний вигляд будівлі було відтворено лише в середині XIX століття.
З 1853 року амфітеатр використовується для проведення камарзьких перегонів, кориди, концертів та інших видовищних заходів.

## Галерея

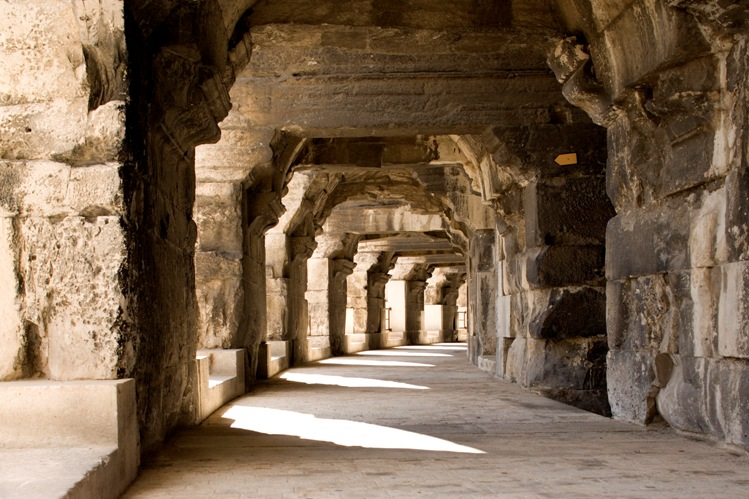
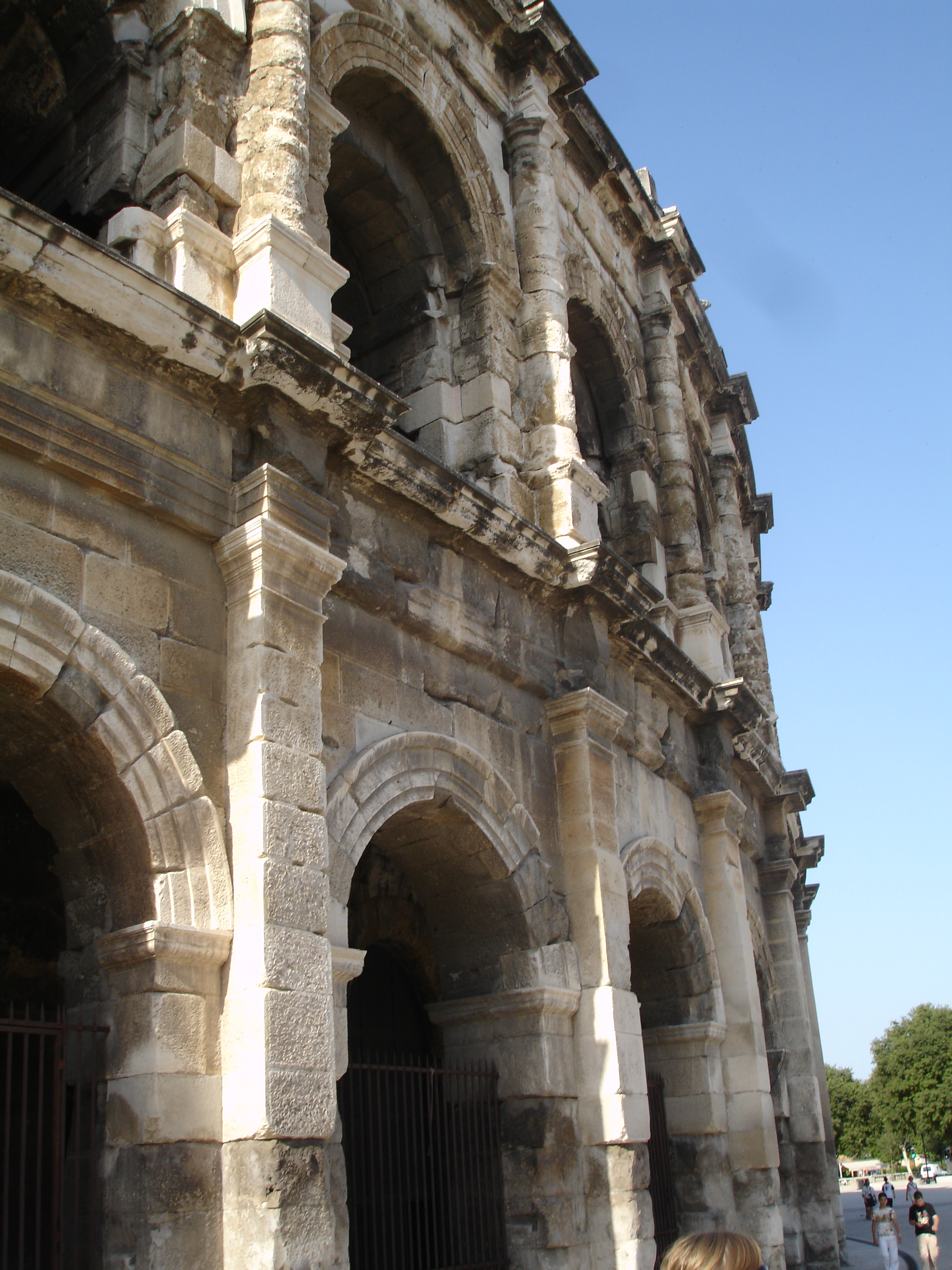
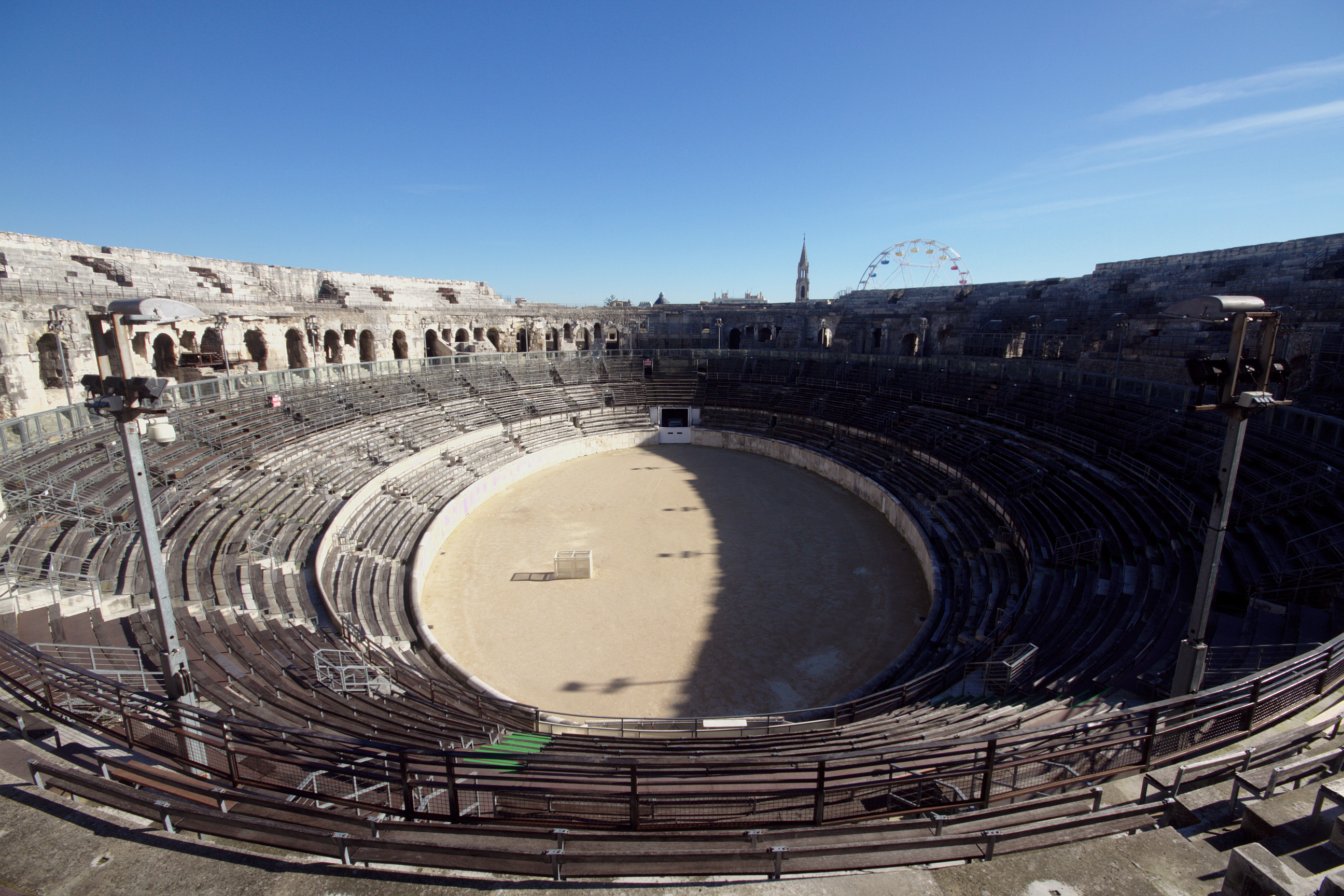
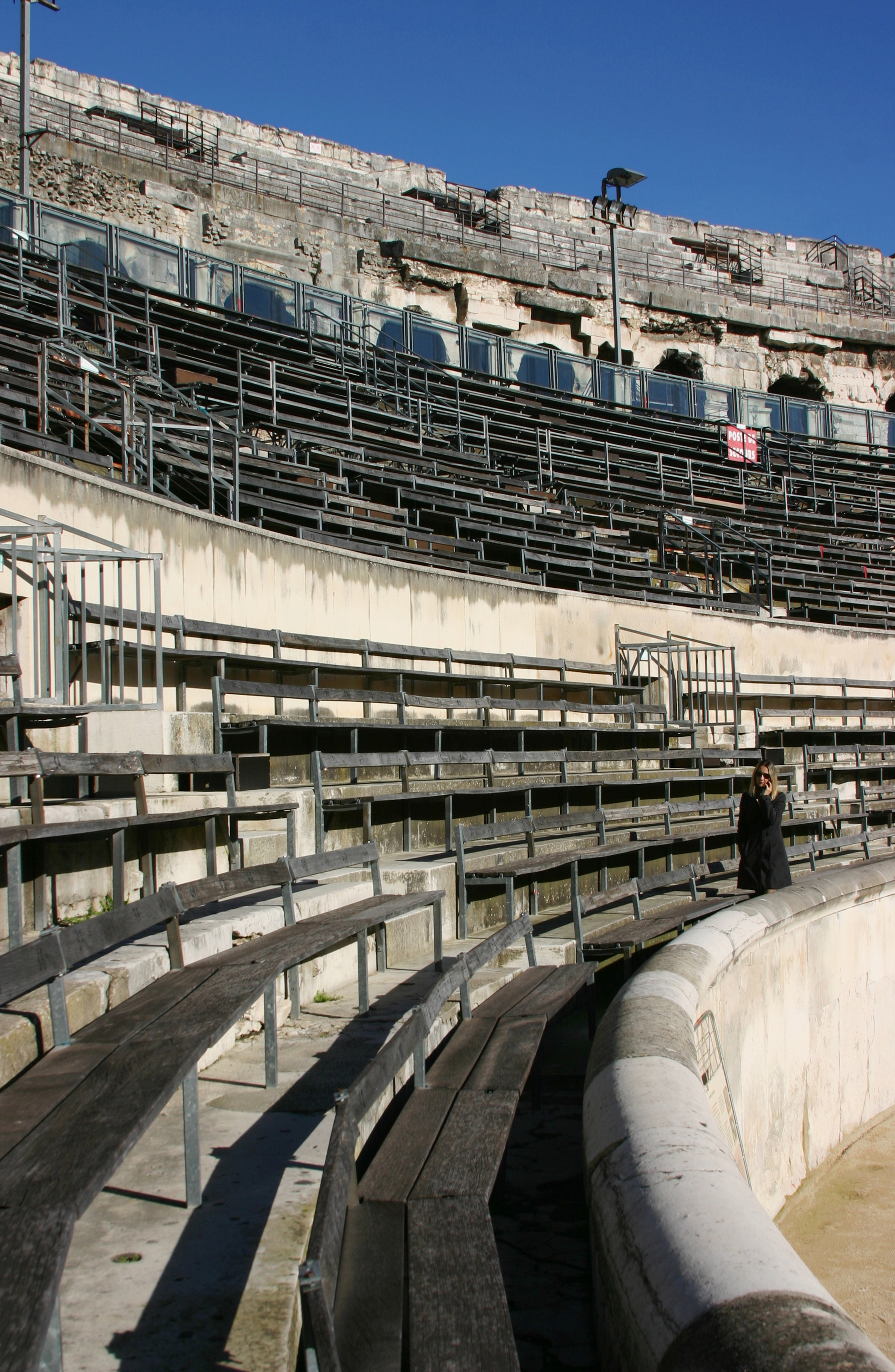